# Atletismo nos Jogos Olímpicos de Verão da Juventude de 2010 - Salto em distância masculino
As provas do salto em distância masculino do atletismo nos Jogos Olímpicos de Verão da Juventude de 2010 foram realizadas nos dias 18 (qualificatória) e 22 de agosto (finais), no Estádio Bishan, em Singapura. 15 atletas estavam inscritos neste evento.

## Medalhistas
| Ouro   | BRA Caio dos Santos |
| Prata  | JPN Sho Matsubara   |
| Bronze | RSA Rudolph Pienaar |

## Qualificatória
| Pos. | Nome                 | País              | Salto 1 | Salto 2 | Salto 3 | Salto 4 | Total | Notas | Final |
| ---- | -------------------- | ----------------- | ------- | ------- | ------- | ------- | ----- | ----- | ----- |
| 1    | Caio dos Santos      | BRA Brasil        | x       | 7.66    | –       | –       | 7.66  |       | A     |
| 2    | Andreas Trajkovski   | DEN Dinamarca     | x       | 7.50    | 7.35    | 7.56    | 7.56  |       | A     |
| 3    | Huang Haibing        | CHN China         | 7.28    | 7.39    | x       | 7.51    | 7.51  |       | A     |
| 4    | Sho Matsubara        | JPN Japão         | 6.90    | 7.15    | 7.39    | 7.51    | 7.51  |       | A     |
| 5    | Yunier Duran Llamo   | CUB Cuba          | 7.12    | 7.10    | 7.31    | 6.73    | 7.31  |       | A     |
| 6    | Rudolph Pienaar      | RSA África do Sul | 7.20    | 7.28    | 7.16    | 7.16    | 7.28  |       | A     |
| 7    | Sergey Morgunov      | RUS Rússia        | 7.21    | 7.27    | x       | 7.26    | 7.27  |       | A     |
| 8    | Toros Pilikoglu      | TUR Turquia       | 7.19    | 6.85    | x       | 7.12    | 7.19  |       | A     |
| 9    | Kurt Jenner          | AUS Austrália     | x       | 7.10    | x       | 6.00    | 7.10  |       | B     |
| 10   | Juan Mosquera        | PAN Panamá        | 6.37    | 6.94    | 7.04    | 6.87    | 7.04  |       | B     |
| 11   | Vadym Adamchuk       | UKR Ucrânia       | x       | x       | 6.85    | 7.02    | 7.02  |       | B     |
| 12   | Riccardo Pagan       | ITA Itália        | 7.00    | 6.92    | 6.95    | 6.96    | 7.00  |       | B     |
| 13   | Leandro Monje Cerino | ARG Argentina     | 6.81    | –       | –       | –       | 6.81  |       | B     |
| 14   | Abiola Olajide       | NGR Nigéria       | 6.78    | 6.70    | x       | 6.55    | 6.78  |       | B     |
| 15   | Jung Hae-In          | KOR Coreia do Sul | 6.72    | x       | x       | x       | 6.72  |       | B     |

## Finais

### Final B
| Pos. | Nome                | País              | Salto 1 | Salto 2 | Salto 3 | Salto 4 | Total | Notas      |
| ---- | ------------------- | ----------------- | ------- | ------- | ------- | ------- | ----- | ---------- |
| 1    | Vadym Adamchunk     | UKR Ucrânia       | 6.66    | 7.12    | 6.90    | x       | 7.12  |            |
| 2    | Kurt Jenner         | AUS Austrália     | 6.80    | x       | 7.08    | x       | 7.08  |            |
| 3    | Abiola Olajide      | NGR Nigéria       | x       | 7.03    | 6.65    | x       | 7.03  |            |
| 4    | Jung Hae-In         | KOR Coreia do Sul | x       | 6.81    | 6.46    | x       | 6.81  |            |
| 5    | Juan Moaquera       | PAN Panamá        | 4.37    | –       | –       | –       | 4.37  |            |
|      | Leando Monje Cerino | ARG Argentina     |         |         |         |         |       | Não largou |
|      | Riccardo Pagan      | ITA Itália        |         |         |         |         |       | Não largou |

### Final A
| Pos.              | Nome               | País              | Salto 1 | Salto 2 | Salto 3 | Salto 4 | Total | Notas |
| ----------------- | ------------------ | ----------------- | ------- | ------- | ------- | ------- | ----- | ----- |
| Medalha de ouro   | Caio dos Sanos     | BRA Brasil        | x       | x       | 7.58    | 7.69    | 7.69  |       |
| Medalha de prata  | Sho Matsubara      | JPN Japão         | 7.11    | 7.41    | 7.50    | 7.65    | 7.65  |       |
| Medalha de bronze | Rudolph Pienaar    | RSA África do Sul | 7.44    | 7.46    | 7.53    | 7.45    | 7.53  |       |
| 4                 | Yunier Duran Llamo | CUB Cuba          | 7.41    | 7.27    | 6.90    | 7.31    | 7.41  |       |
| 5                 | Andreas Trajkovski | DEN Dinamarca     | 7.18    | x       | 7.33    | x       | 7.33  |       |
| 6                 | Toros Pilikoglu    | TUR Turquia       | x       | 6.78    | 6.95    | 7.29    | 7.29  |       |
| 7                 | Sergey Morgunov    | RUS Rússia        | 6.92    | 7.08    | 6.88    | 7.07    | 7.08  |       |
| 8                 | Huang Haibing      | CHN China         | x       | 6.79    | 6.85    | x       | 6.85  |       |